# Penicillium lassenii
Penicillium lassenii är en svampart som beskrevs av Paden 1971. Penicillium lassenii ingår i släktet Penicillium och familjen Trichocomaceae.   Inga underarter finns listade i Catalogue of Life.